# Mordellistena altifrons
Mordellistena altifrons là một loài bọ cánh cứng trong họ Mordellidae. Loài này được Stshegoleva-Barovskaya miêu tả khoa học năm 1927.

## Hình ảnh

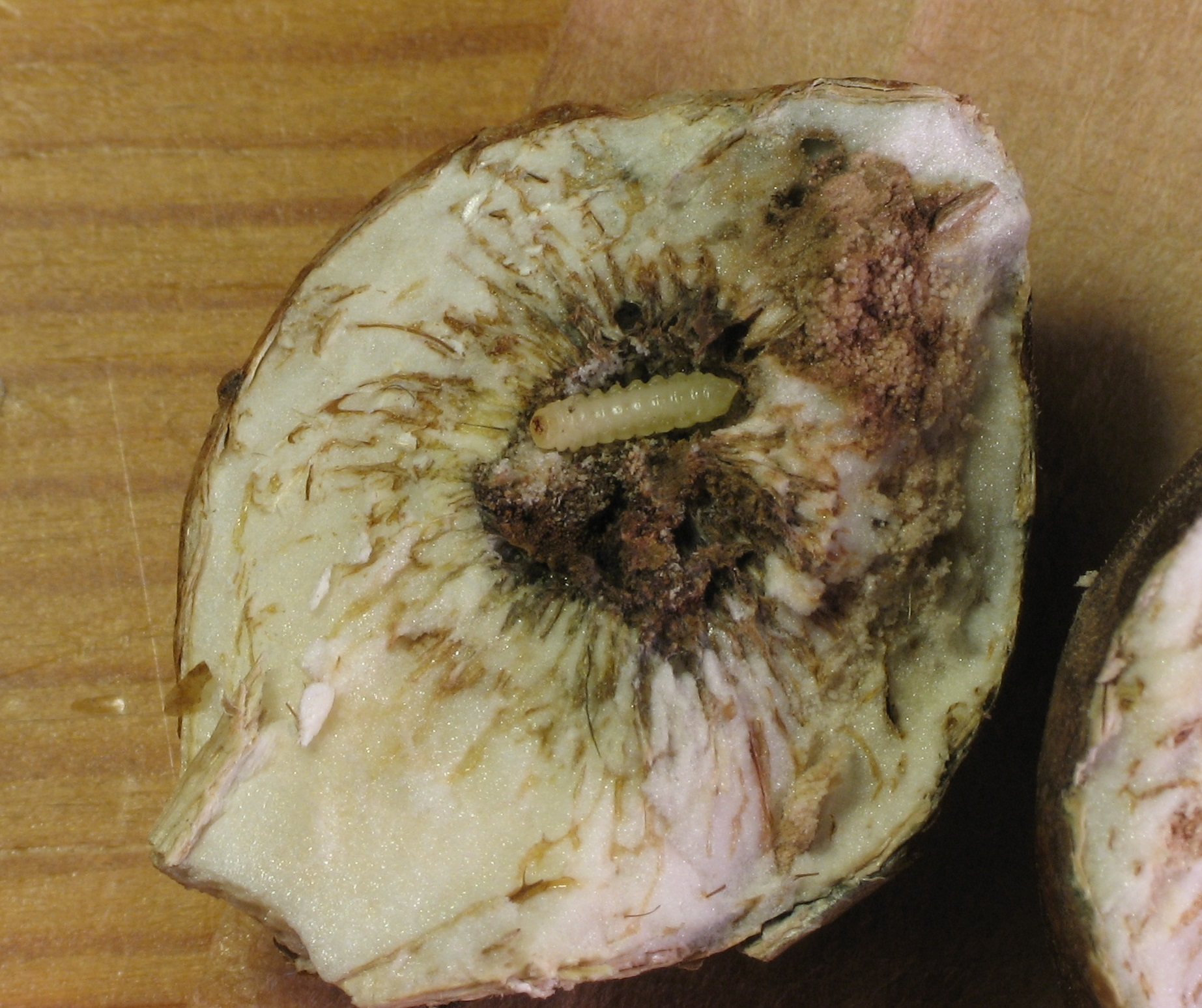